# نفریرکارع کاکای
نِفِریرکارَع کاکای سومین پادشاه دودمان پنجم از پادشاهی کهن مصر است. بخش «نفریر-کا-رع» در نام او به معنای «روان رع زیبا است» می‌باشد.

## دوران فرمانروایی

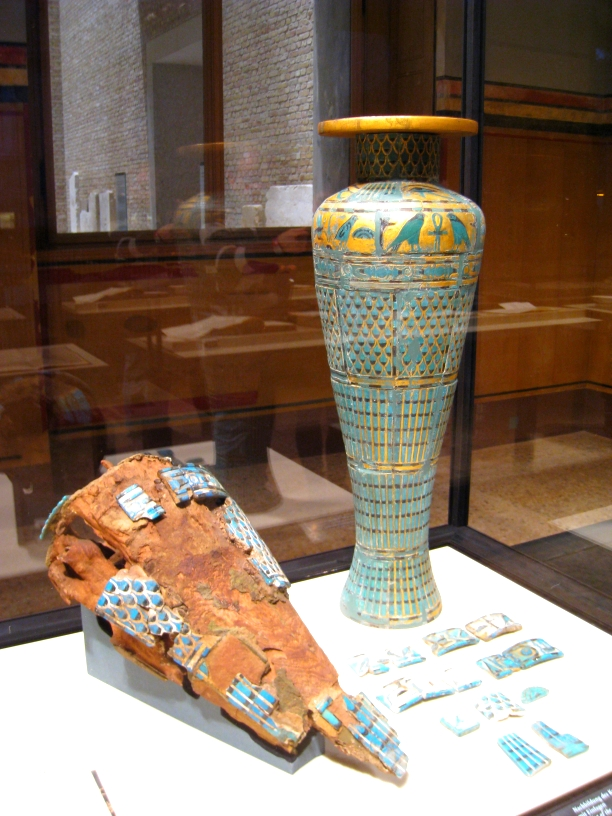
گلدان آیینی نفرکارع کاکای - دودمان پنجم مصر - موزه مصر باستان، برلین

اطلاعات کمی دربارهٔ دوران فرمانروایی نفریرکارع وجود دارد. مان‌تو در فهرست پادشاهان خود دوره‌ای ۲۰ ساله برای او ذکر می‌کند و این در تناقض با دوره ۵ ساله نوشته شده در سنگ پالرمو است. مصرشناسانی همچون میروسلاو ورنر بر این باورند که دوره حکومت او باید کمتر از ۲۰ سال می‌بوده چرا که هرم او نیمه‌کاره رها شده.
دوران او از این لحاظ که تعداد زیادی نوشته‌های ثبت‌شده دربارهٔ خوبی و مهربانی او باقی ماند، غیرعادی است. هنگامی که یکی از اشراف و درباریان سالخورده به نام «راور» به ناگهان و در طی مراسمی مذهبی توسط گرز شاه لمس می‌شود - وضعیتی خطرناک که در آن شخص می‌توانست حکم مرگ دریافت کند یا از دربار اخراج شود چرا که فرعون به عنوان خدایی زنده در اسطوره‌های پادشاهی کهن ظاهر می‌شد - نفریرکارع نه تنها به سرعت او را می‌بخشد که از درباریان می‌خواهد تا کسی به راور تعرض نکند. در سنگ‌نوشته‌ای از زبان راور در آرامگاهش در جیزه آمده است:
... آن هنگام که راور کاهن در لباس کاهنیش شاه را برای اجرای مراسم شاهانه دنبال می‌کرد، گرز در دست شاه بر پاهای کاهن راور افتاد. شاه گفت «تو در امانی.» پس شاه چنین گفت، و سپس، «خواست شاه این است که او در امان کامل باشد چرا که من بر او خشمی نکردم. چرا که او بیشتر از هر انسانی نزد شاه ارزش دارد.»